# Hypsosinga pygmaea
Espèce
Synonymes
- Theridion pygmaeum Sundevall, 1831
- Micryphantes anthracinus C. L. Koch, 1837
- Phrurolithus trifasciatus C. L. Koch, 1839
- Epeira nigrifrons Westring, 1851
- Singa abbreviata Karsch, 1873
- Singa aenea Kroneberg, 1875
- Singa maculata Thorell, 1875
- Singa variabilis Emerton, 1884
- Singa grammica Simon, 1884
- Microneta distincta Banks, 1892
- Aranea pygmaea nigriceps Kulczyński, 1903
- Aranea theridiformis Bösenberg & Strand, 1906
- Aranea linyphiformis Bösenberg & Strand, 1906
- Linyphia bicolor Banks, 1906
- Singa cubana Banks, 1909
- Pronous laevisternis Simon, 1909
- Pronous laevisternis niger Simon, 1909
- Linyphia banksi Petrunkevitch, 1911
- Araneus varians Petrunkevitch, 1911
- Singa quadripunctata Kishida, 1931
- Singa melania Chamberlin & Ivie, 1947
- Araneus itemvarians Bonnet, 1955

Hypsosinga pygmaea est une espèce d'araignées aranéomorphes de la famille des Araneidae.

## Distribution
Cette espèce se rencontre en zone holarctique.
Elle a été introduite en Afrique du Sud.

## Habitat
C'est une petite araignée qui vit dans l'orée des bois et les champs, jusqu'à 2 300 m d'altitude.

## Description
Les mâles mesurent de 3 à 3,5 mm et les femelles de 4,5 à 4,7 mm.

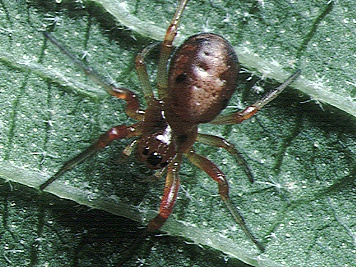
Hypsosinga pygmaea ♀

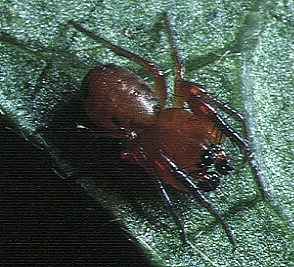
Hypsosinga pygmaea ♂

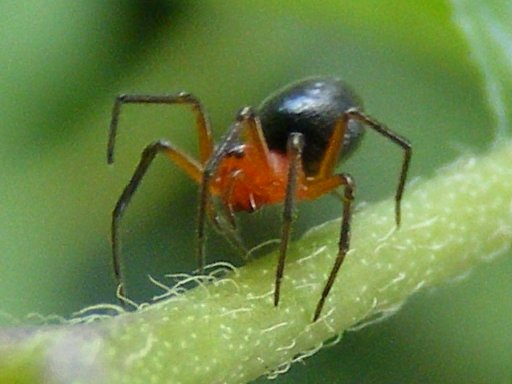
Hypsosinga pygmaea

Elle se distingue à son céphalothorax rouge vif et oblong, et à son abdomen noir et globuleux. Ses pattes sont assez courtes et brunâtres, quoique plus sombres du patella jusqu'au tarse. Les quatre pattes postérieures sont également plus courtes.

## Toile
Elle ne tisse pas de toile, mais elle peut replier une feuille ensiforme pour en faire son abri.

## Liste des sous-espèces
Selon World Spider Catalog (version 23.5, 21/06/2022) :
- Hypsosinga pygmaea nigra (Simon, 1909) du Viêt Nam
- Hypsosinga pygmaea nigriceps (Kulczyński, 1903) de Turquie
- Hypsosinga pygmaea pygmaea (Sundevall, 1831)

## Systématique et taxinomie
Cette espèce a été décrite sous le protonyme Theridion pygmaeum par Sundevall en 1831. Elle est placée dans le genre Singa par Thorell en 1870 puis dans le genre Hypsosinga par Ausserer en 1871.
Aranea linyphiformis et Aranea theridiformis ont été placées en synonymie par Yaginuma en 1962.
Microneta distincta, Singa cubana, Linyphia bicolor, remplacée par Linyphia banksi et Singa melania ont été placées en synonymie par Levi en 1972.
Singa variabilis, remplacée par Linyphia varians, remplacée par Araneus itemvarians a été placée en synonymie par Levi en 1975.
Singa aenea a été placée en synonymie par Marusik en 1989.
Pronous laevisternis a été placée en synonymie par Levi en 1995.
Singa quadripunctata a été placée en synonymie  par Ono et Ogata en 2018.

## Publications originales
- Sundevall, 1831 : Svenska Spindlarnes Beskrifning. Fortsättning, P. A. Norstedt & Söner, Stockholm, p. 1-41.
- Kulczyński, 1903 : « Arachnoidea in Asia Minore et ad Constantinopolim a Dre F. Werner collecta. » Sitzungsberichte der Kaiserlichen Akademie der Wissenschaften, Mathematisch-naturwissenschaftliche Klasse, vol. 112, p. 627-680 (texte intégral)
- Simon, 1909 : « Étude sur les arachnides du Tonkin (1re partie). » Bulletin Scientifique de la France et de la Belgique, vol. 42, p. 69-147 (texte intégral)